# Kyriákos Mavronikólas
Kyriákos Mavronikólas, né le 25 janvier 1955, est un homme politique chypriote, membre du Mouvement pour la démocratie sociale (EDEK). Il a été élu député européen lors des élections européennes de 2009 à Chypre, et siège au groupe Alliance progressiste des socialistes et démocrates au Parlement européen (S&D), jusqu'à sa démission en faveur de Sofoklís Sofokléous en 2012.